# Liste der Schweizer Botschafter in Finnland
Schweizer Botschafter in Finnland.

## Missionschefs
- 1939–1946: Karl Egger (1881–1950), Gesandter
- 1946–1948: Fritz Hegg (1903–1961), Geschäftsträger
- 1948–1954: Anton Roy Ganz (1903–1993)
- 1955–1957: Friedrich Real (1909–2003)
- 1956–1956: Alfred Fischli (1914–1992), Geschäftsträger
- 1957–1959: Friedrich Real (1909–2003), Botschafter
- 1959–1965: Roy Hunziker (1911–1992)
- 1966–1971: Jean-Jacques de Tribolet (1911–2006)
- 1971–1975: Samuel François Campiche (1914–2004)
- 1975–1978: Jacques-Albert Mallet (1913–1988)
- 1979–1982: Hans Müller (1921–2001)
- 1983–1986: Michael von Schenk (1931–)
- 1987–1989: Marianne von Grünigen (1936–)
- 1989–1993: Othmar Uhl (1931–2012)
- 1993–1999: Sven Meili (1936–2002)
- 1999–2001: Hansrudolf Hoffmann (1939–)
- 2001–2005: Pierre Chrzanoski (1946–)
- 2005–2011: Josef Bucher (1947–)
- 2011–2016: Maurice Darier (1951–)
- 2016–2020: Heinrich Maurer (1960–)
- 2020–2023: Anja Zobrist Rentenaar
- seit 2023: Sabrina Dallafior Matter (* 1970)[2]

Ab 1938 selbständige Gesandtschaft, seit 1957 Botschaft.